# CHELSEA-CHAIN
『CHELSEA-CHAIN』（チェルシー・チェイン）は、1999年4月から2000年3月までエフエム九州 (CROSS FM) で放送されていたワイド番組である。

## 概要
放送時間は毎週金曜 10:00 - 13:00 （日本標準時）。CROSS FM北九州本社スタジオからの生放送。ナビゲーターは相越久枝。番組タイトルは、「コトバを縦の糸に、音楽を横の糸に…手触りの良い1枚の布を織り上げていく」の意味合いで付けられたものである。

## コーナー
「WEDDING CALL」以外の2コーナーは、月曜 - 木曜の同じ時間帯に放送の『DAYLIGHT DRIVIN'』でも行われていた。
COLORFUL TALK
10:45 - 10:55に放送。スポンサーのザ・モール小倉関連の情報や、同店舗備え付けのリクエストボックスに寄せられたリクエスト曲を紹介していた。このコーナーは、後番組の『DAYLIGHT DRIVIN'』でも引き続き行われた。
IZUTUYA SHOW CASE
11:10 - 11:30に放送。スポンサーの井筒屋関連の情報を紹介していた。週によっては、井筒屋の販売店員が商品紹介のために番組出演することもあった。コーナーの提供クレジットはナビゲーターの相越自らが担当したが、月曜 - 木曜の『DAYLIGHT DRIVIN'』と違って日本語で行われた。また、スポンサー名は「小倉井筒屋」と読み上げられた。
WEDDING CALL
12:10 - 12:20に放送。スポンサーの鞘ヶ谷ハーブガーデン 光と風の教会（北九州市戸畑区）または新門司マリーナ 海と太陽の教会（北九州市門司区）で式を挙げるカップルとウェディングソングを紹介。このコーナーは、後番組の『CROSS GO!GO! FRID@Y』でも引き続き行われた。
| CROSS FM 金曜10:00枠                                     | CROSS FM 金曜10:00枠                    | CROSS FM 金曜10:00枠                                        |
| 前番組                                                   | 番組名                                  | 次番組                                                      |
| -------------------------------------------------------- | --------------------------------------- | ----------------------------------------------------------- |
| SONIC A-GO-GO!! （1996年4月 - 1999年3月） ※10:00 - 17:00 | CHELSEA-CHAIN （1999年4月 - 2000年3月） | CROSS GO!GO! FRID@Y （2000年4月 - 2000年9月） ※7:00 - 17:00 |